# Santana dos Garrotes
Santana dos Garrotes este un oraș în Paraíba (PB), Brazilia.